# 中村 (愛知県)
| 中村公園前交差点に立つ大鳥居には市併合記念舊（旧）中村村民と記された銘がある |  | 中村公園前交差点に立つ大鳥居には市併合記念舊（旧）中村村民と記された銘がある |
| 中村公園前交差点に立つ大鳥居には市併合記念舊（旧）中村村民と記された銘がある |  |                                                                              |

中村（なかむら）は、かつて愛知県愛知郡にあった村。
名古屋市中村区の区名の由来となった村であり、現在の名古屋市中村区、西区（名古屋駅北東部）に該当する。

## 沿革
- 江戸時代末期、この地域は尾張藩領であった。
- 1878年（明治11年） -
  - 郡区町村編制法施行により、名古屋区（1889年に市制施行により名古屋市）が発足。栄村の一部が名古屋区に取り込まれる。
  - 中野高畑村、中島村、大秋村が合併し、則武村となる。
- 1889年（明治22年）10月1日 -
  - 栄村と則武村が合併し、鷹場村となる。
  - 上中村、下中村、稲葉地村が合併し、織豊村となる。
- 1906年（明治39年）5月10日 - 鷹場村、日比津村、織豊村が合併し、中村となる。
- 1921年（大正10年）8月22日 - 名古屋市に編入され、名古屋市西区の一部となる。
- 1937年（昭和12年）10月1日 - 中区・西区から中村区が新設され、旧・中村は中村区と西区に分けられる。
- 1944年（昭和19年）2月11日 - 東区・西区・中区から栄区が新設され、旧・中村の一部（鷹場村の一部）が栄区所属となる。
- 1945年（昭和20年）11月3日 - 栄区が中区に編入される。

## 学校
- 中村立中村西部尋常高等小学校（現・名古屋市立中村小学校）
- 中村立中村東部尋常高等小学校（後の名古屋市立則武小学校。現・名古屋市立ほのか小学校）

## 神社・仏閣
- 豊国神社 - 豊臣秀吉生誕地
- 八幡社
- 常泉寺
- 妙行寺 - 加藤清正生誕地